# 點火神器
點火神器，是日本現役純種競賽馬匹。主要勝利有2023年埼玉盃及日本育馬場盃短途賽。

## 出賽前
2018年4月13日出生於北海道日高町春木牧場，成長途中被馬主野田善己於拍賣會以702萬日圓購入。
其後交由栗東訓練中心練馬師牧田和彌訓練。

## 競賽生涯

### 2歲
2020年11月7日出戰東京競馬場2歲新馬戰，保持於先頭位置下在直路不斷拉開後方對手，最終以7馬位優勢贏得首勝。

### 3歲
2021年首戰為3歲一捷馬戰，賽前獲得第一人氣，然而於比賽途中因漏閘未能搶佔先頭位置，最終亦無法衝出下以第七大敗。
其後，陣營安排其轉籍地方，原定計劃為轉往隸屬園田競馬場的練馬師新井雅司之馬房並以兵庫打吡為目標，但於獎金不足之因素影響下最終轉投大井競馬場福永敏馬房。
3月24日出戰轉籍後的首戰京濱盃，本次賽事採取先行戰術保持於約莫第二的位置，縱然於最後彎道其他先行賽駒陸續出現崩潰的情況，點火神器仍然可以保持速度並進佔領先位置。進入直路後，其繼續於內欄位置加速衝刺，可惜於最後關頭被後方的Chisatto超過以第二落敗。
其後出戰南關東三冠首關羽田盃，然而於直路上未能於所在位置進入加速狀態，最終不斷後退下以第八落敗。
由於在羽田盃的敗仗，其有機會未能滿足出戰東京打吡的條件，因而陣營安排其出戰三級賽麒麟錦標，同時再度起用新馬戰時的騎師武藤雅。然而於開執前，其於閘內受到其他賽駒影響而暴走，慢閘之下未能施展自身擅長的先行戰術，最終一直保持後方位置下以第十二大敗。
於麒麟錦標大敗後，其返回普通級別的賽事作賽，並於7月12日出戰B2級別的夕凪賞，最終以第二完賽。
於夕凪賞過後，陣營再度安排其轉籍，最終轉往當初計劃的園田競馬場新井雅司馬房。
轉籍園田後，練馬師新井參照其以往的賽績，確立了點火神器主力出戰短途賽事的計劃，並於其後的五場賽事中取得四冠一亞的優秀戰績，同時當中包含勝出兵庫一級重賞楠賞。
12月22日出戰兵庫金盃，為其轉籍地方後首次挑戰交流分級賽。比賽開始後，其以優秀的反應搶佔位置進行領放，於比賽途中一直維持穩定的步速和領先距離。進入直路後，其繼續沿內欄展開衝刺，雖然於中後段逐漸表現出力弱，但最終仍然能夠守住第三名。

### 4歲
2022年上半年，陣營決定以黑船賞為大目標，因而安排其出戰前哨戰黑潮短途盃，賽前成功壓贏目前連勝的Danon Good取得第一人氣。比賽開始後，其順應騎師的指示維持於第四左右的位置，通過最後彎道時開始加速並成功取得領先。進入直路後，其仍然未見力弱下繼續於前方位置加速，最終越放越有之下拉開後方賽駒7馬位率先衝線。
其後按照計劃出戰黑船賞，比賽途中再度採用先行戰術搭配彎道的加速，於直路初段經已取得領先的優勢。進入直路後，其於前方繼續堅守位置，最終成功抵擋追擊的太陽神輝取得首個分級賽冠軍。
5月3日繼續出戰賽事，以杜若紀念為目標。比賽開始後，其一直維持於內欄有遮擋的位置減省體力消耗，並於進入直路後順利抽出外檔望空。直路中段，其憑借望空的優秀成功展開加速，最終跑出不俗的末腳速度下再度戰勝太陽新輝取得冠軍。

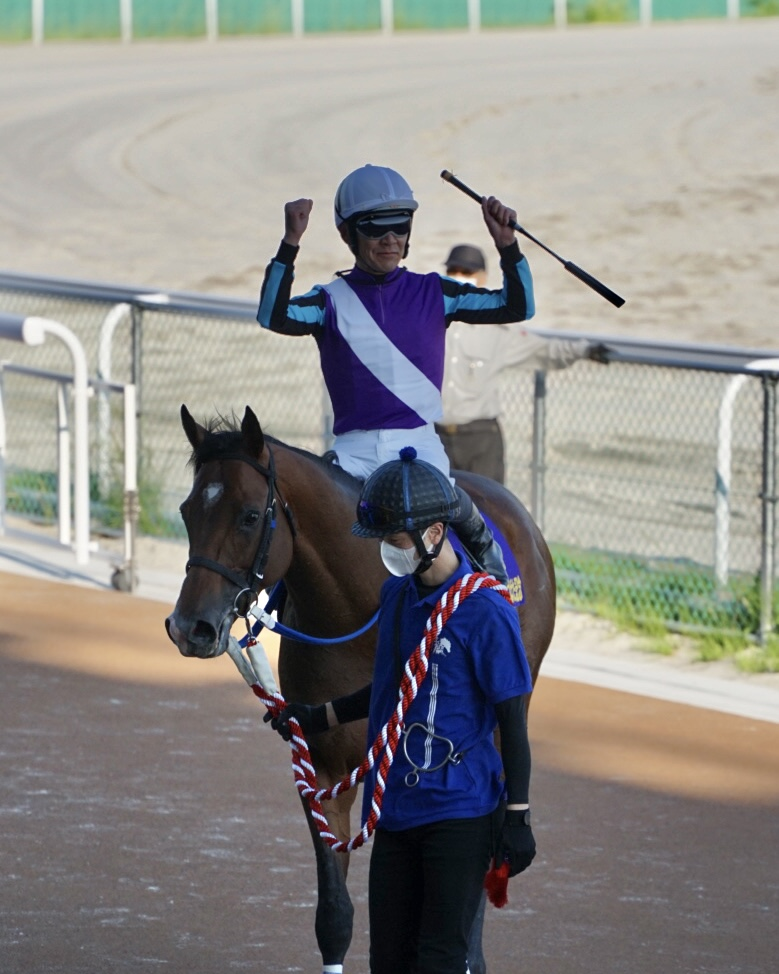
杜若紀念賽後致謝

放草約5個月後於10月10日出戰一哩冠軍南部盃，為其首次挑戰一級賽。比賽開始後，其保持於先頭第四的位置以穩定的姿態推進，於賽事途中未有太大的動作。進入直路後，其繼續貼欄推進並逐步開始加速，雖然最終未能戰勝法老茶座、太陽神輝及Shamal以第四完賽，但此戰績仍然為地方馬之中的最佳。
其後繼續於分級賽中挑戰，於11月及12月分別出戰日本育馬場盃短途賽及兵庫金盃，雖然兩場賽事均未能取勝，但仍然可以跑獲入板的第五名。
年末，其由於在各項交流賽之中取得優秀戰績，因而以滿票當選NAR大獎中的日本馬王、最佳4歲及以上純種雄馬及最佳短途馬。 

### 5歲
2023年年初和上年度一樣以黑潮短途盃作為首戰，比賽途中以輕鬆的姿態在直路拋離對手，以1.8秒的大差優勢達成連霸。
其後出戰黑船賞尋求連霸，但於比賽途中未能於直路的纏鬥中壓制Shamal及太陽新輝，最終以第三完賽。
其後陣營安排其增程出戰5月的柏市紀念，然而未能於直路進一步加速下被對手超越，以第七完賽，亦為轉籍兵庫以來首次跌出五海外。
完成柏市紀念後，其緊接於5月下旬出戰埼玉盃，採用先行戰術下於直路最後關頭超越前方帶頭的Smile We及猛獅闊步，以頸位優秀壓贏對手取勝，亦成為首位勝出地方二級賽的兵庫所屬馬。
休養近3個於後返回園田競馬場出戰園田挑戰盃，於賽事途中一放到底下力拒隸屬高知競馬場的Apollo Ti Amo，以2 1/2馬位戰勝對手。
10月9日再度挑戰一哩冠軍南部盃，雖然於比賽前半段可以跟隨領放馬清爽口味的節奏推進，但於進入直路後被越放越順的對手逐步拉開，最終縱然以第二的戰績完賽，但仍然被清爽口味拋離約12馬位。
11月3日重返1200米賽事出戰日本育馬場盃短途賽，賽前獲得第二人氣。比賽開始後，其保持於第二跟隨前方領放的衝勁魅力推進，於比賽前半一直處於有遮擋的位置。進入直路後，其稍為抽出中檔並展開加速，輕鬆超越衝勁魅力下再成功阻止後方來襲的燦然一新及龍野雪驥，以1 1/2馬位取得首個一級賽冠軍之餘，亦達成父子制霸和為騎師笹川翼及練馬師新子帶來首個一級賽優勝，更成為史上首匹贏得一級賽的兵庫縣競馬組合所屬馬。
年末，由於其於年間保持穩定的戰績且揚威一級賽，於NAR大賞評選中成功蟬聯日本馬王、最佳4歲及以上純種雄馬及最佳短途馬的頭銜。

### 6歲
2024年年初原定有計劃遠征沙地阿拉伯，但最終仍然選擇停留國內以二月錦標為目標。比賽開始後，其繼續保持迅速的出閘速度並進佔領放馬快勁主帥的後方位置，然而於比賽途中受到對手快放及快步速的影響，於直路未能繼續維持速度，失速之下以第十一大敗。
其後陣營安排其遠征阿聯酋，以杜拜金莎軒錦標為目標。比賽開始後，其因為稍微的漏閘而未能搶先，因而選擇緊守內欄位置推進。進入直路後，其繼續於所在位置逐步加速，最終跑獲一席第五。
完成阿聯酋的賽事後返回日本休整，於6月的時候出戰埼玉盃尋求連霸。比賽開始後，其雖然受到旁邊閘位稍為失去平衡的T's Dunk之影響，但調整過後仍然可以保持節奏進佔位置，並一直保持於中團靠前推進。於對面直路末段，騎師笹川翼指揮其移出外檔開始變速上前，通過最後彎道時經已來到第二的位置。進入直路後，其仍然保持優秀的速度不斷加速追擊前方領先的清爽口味，但最終仍然未能超越對手以2馬位落敗得第二。
10月3日出戰東京盃作為熱身，比賽初段保持於中前方位置推進，並維持較為穩定的節奏。進入直路後，其嘗試於中外檔位置展開衝刺並超越前方賽駒，但未能順利進入加速狀態之下一直維持均速，最終僅跑獲第六的戰績。
11月4日按照計劃出戰日本育馬場盃短途賽，以連霸作為目標。比賽開始後，其隨即於外檔位置奮力內閃並進佔先頭第三的位置，於比賽途中一直處於此。進入直路後，其嘗試於中檔位置展開加速以維持走勢，但最終未能威脅分別於內欄及外檔透出的極致及Tagano Beauty之餘，在最後關頭亦被Aladdin Barows超越，以第四的戰績完賽。

### 7歲
2025年遠征上年未能成行的沙特阿拉伯，出戰維雅德泥地短途錦標。比賽開始後，其因漏閘處於後方位置推進，在彎道處上次上前進佔位置。進入直路後，其仍然在後方位置逐步發力，但無法追上前方賽駒下以尾二第十一大敗。
返回日本後於地方出戰兵庫大賞典，比賽初段隨即衝出進行領放，於比賽途中一直和後方維持一定距離。進入直路後，其繼續在內欄位置輕鬆加速維持走勢，最終成功以1 1/4馬位優勢取得勝利。

### 詳細賽績
| 日期       | 舉辦國家   | 馬場     | 距離   | 級別       | 賽事名稱           | 負重 | 騎師     | 馬號 | 出馬 | 名次 | 時間    | 頭馬（二馬）         |
| ---------- | ---------- | -------- | ------ | ---------- | ------------------ | ---- | -------- | ---- | ---- | ---- | ------- | -------------------- |
| 7/11/2020  | 日本       | 東京     | 泥1600 |            | 2歲新馬            | 55   | 武藤雅   | 12   | 16   | 1    | 1:38.3  | （Ginger Blood）     |
| 17/1/2021  | 日本       | 小倉     | 泥1700 |            | 3歲一捷馬          | 56   | 藤岡佑介 | 2    | 9    | 7    | 1:47.4  | Lord Strom           |
| 23/4/2021  | 日本       | 大井     | 泥1700 | SII        | 京濱盃             | 56   | 矢野貴之 | 8    | 10   | 2    | 1:47.0  | Chisatto             |
| 49/3/2021  | 日本       | 大井     | 泥1800 | SI         | 羽田盃             | 56   | 矢野貴之 | 8    | 15   | 8    | 1:53.5  | Transcendence        |
| 20/6/2021  | 日本       | 東京     | 泥1600 | GIII       | 麒麟錦標           | 56   | 武藤雅   | 5    | 16   | 12   | 1:36.3  | Smasher              |
| 12/7/2021  | 日本       | 大井     | 泥1800 |            | 夕凪賞             | 55   | 矢野貴之 | 7    | 10   | 2    | 1:53.4  | Pastoso              |
| 11/8/2021  | 日本       | 園田     | 泥1400 |            | SPAT4優惠積分賞    | 55   | 笹田知宏 | 5    | 9    | 1    | 1:29.9  | （Mighty Barows）    |
| 15/9/2021  | 日本       | 園田     | 泥1400 |            | B1特別             | 56   | 笹田知宏 | 7    | 10   | 1    | 1:27.4  | （Bargaining Power） |
| 11/10/2021 | 日本       | 名古屋   | 泥1400 | SPI        | 秋之鞍             | 56   | 笹田知宏 | 2    | 12   | 2    | 1:27.9  | Tomiken Shairi       |
| 2/11/2021  | 日本       | 園田     | 泥1400 | 兵庫重賞I  | 楠賞               | 56   | 田中學   | 3    | 9    | 1    | 1:28.2  | （Ryuno Shingen）    |
| 3/12/2021  | 日本       | 園田     | 泥1400 |            | A2特別             | 56   | 田中學   | 2    | 7    | 1    | 1:29.3  | （飛鳥疾風）         |
| 22/12/2021 | 日本       | 園田     | 泥1400 | JpnIII     | 兵庫金盃           | 52   | 笹田知宏 | 11   | 11   | 3    | 1:27.4  | 竹園南帝             |
| 30/1/2022  | 日本       | 高知     | 泥1300 | 高知重賞   | 黑潮短途盃         | 57   | 田中學   | 8    | 12   | 1    | 1:22.6  | （Yida Pegasus）     |
| 16/3/20222 | 日本       | 高知     | 泥1400 | JpnIII     | 黑船賞             | 56   | 田中學   | 3    | 11   | 1    | 1:30.3  | （太陽神輝）         |
| 3/5/2022   | 日本       | 名古屋   | 泥1500 | JpnIII     | 杜若紀念           | 56   | 田中學   | 1    | 12   | 1    | 1:31.8  | （太陽神輝）         |
| 10/10/2022 | 日本       | 盛岡     | 泥1600 | JpnI       | 一哩冠軍南部盃     | 57   | 田中學   | 6    | 16   | 4    | 1:34.8  | 法老茶座             |
| 3/11/2022  | 日本       | 盛岡     | 泥1200 | JpnI       | 日本育馬場盃短途賽 | 57   | 田中學   | 5    | 14   | 5    | 1:09.8  | 舞林驕子             |
| 21/12/2022 | 日本       | 園田     | 泥1400 | JpnIII     | 兵庫金盃           | 57   | 田中學   | 8    | 12   | 5    | 1:28.1  | 衝勁魅力             |
| 29/1/2023  | 日本       | 高知     | 泥1300 | 高知重賞   | 黑潮短途盃         | 57   | 田中學   | 7    | 11   | 1    | 1:20.7  | （Amazing Run）      |
| 14/3/2023  | 日本       | 高知     | 泥1400 | JpnIII     | 黑船賞             | 57   | 田中學   | 9    | 12   | 3    | 1:29.0  | Shamal               |
| 4/5/2023   | 日本       | 船橋     | 泥1600 | JpnI       | 柏市紀念           | 57   | 笹川翼   | 12   | 13   | 7    | 1:40.6  | 名將飛燕             |
| 31/5/2023  | 日本       | 浦和     | 泥1400 | JpnII      | 埼玉盃             | 56   | 笹川翼   | 3    | 10   | 1    | 1:25.3  | （Smile We）         |
| 15/9/2023  | 日本       | 園田     | 泥1400 | 兵庫重賞II | 園田挑戰盃         | 56   | 田中學   | 6    | 8    | 1    | 1:28.2  | （Apollo Ti Amo）    |
| 9/10/2023  | 日本       | 盛岡     | 泥1600 | JpnI       | 一哩冠軍南部盃     | 57   | 笹川翼   | 12   | 14   | 2    | 1:35.8  | 清爽口味             |
| 3/11/2023  | 日本       | 大井     | 泥1200 | JpnI       | 日本育馬場盃短途賽 | 57   | 笹川翼   | 8    | 15   | 1    | 1:12.0  | （燦然一新）         |
| 18/2/2024  | 日本       | 東京     | 泥1600 | GI         | 二月錦標           | 58   | 西村淳也 | 1    | 16   | 11   | 1:36.7  | 尼羅長流             |
| 30/3/2024  | 阿聯酋     | 美丹     | 泥1200 | GI         | 杜拜金莎軒錦標     | 57   | 笹川翼   | 6    | 14   | 5    | 1:11.76 | 天空之鏡             |
| 19/6/2024  | 日本       | 浦和     | 泥1400 | JpnI       | 埼玉盃             | 57   | 笹川翼   | 5    | 12   | 2    | 1:27.1  | 清爽口味             |
| 3/10/2024  | 日本       | 大井     | 泥1200 | JpnII      | 東京盃             | 58   | 笹川翼   | 13   | 14   | 6    | 1:12.3  | 極致                 |
| 4/11/2024  | 日本       | 佐賀     | 泥1400 | JpnI       | 日本育馬場盃短途賽 | 57   | 笹川翼   | 12   | 12   | 4    | 1:27.2  | Tagano Beauty        |
| 22/2/2025  | 沙特阿拉伯 | 安都拉茲 | 泥1200 | GII        | 維雅德泥地短途錦標 | 57   | 笹川翼   | 3    | 12   | 11   | 1:14.02 | 純酒勁度             |
| 5/5/2025   | 日本       | 園田     | 泥1400 | 兵庫重賞I  | 兵庫大賞典         | 57   | 笹川翼   | 6    | 10   | 1    | 1:29.2  | （Don ka Pono）      |

## 血統簡介
父系希望之城為日本賽駒，生涯稱霸泥地短途及一哩賽事，曾勝出包含日本盃泥地大賽及二月錦標等九個一級賽的冠軍。祖父黃金魅力爲日本賽駒，生涯活躍於泥地賽事，曾獲得二月錦標冠軍，其子嗣亦於泥地賽事大放異彩。
母系Bianco為日本賽駒，生涯僅勝出兩場賽事。外祖父警告爲英國賽駒，生涯戰績極佳，曾勝出女皇伊利沙伯二世錦標及薩塞克斯錦標等一級賽，血統上出自較稀有的高多芬阿拉伯系。

### 血統表
| 父線：週日寧靜系（Halo系）                                     |                             |                    |                 |
| 種馬 希望之城 2005年（栗色）                                   | 黃金魅力 1999年（栗色）     | 週日寧靜           | Halo            |
| 種馬 希望之城 2005年（栗色）                                   | 黃金魅力 1999年（栗色）     | 週日寧靜           | Wishing Well    |
| 種馬 希望之城 2005年（栗色）                                   | 黃金魅力 1999年（栗色）     | Nikiya             | 雷利耶夫        |
| 種馬 希望之城 2005年（栗色）                                   | 黃金魅力 1999年（栗色）     | Nikiya             | Reluctant Guest |
| 種馬 希望之城 2005年（栗色）                                   | Eminent City 1998年（棗色） | 百仁時間           | 雷弼圖          |
| 種馬 希望之城 2005年（栗色）                                   | Eminent City 1998年（棗色） | 百仁時間           | Kelley's Day    |
| 種馬 希望之城 2005年（栗色）                                   | Eminent City 1998年（棗色） | Hepburn City       | Bravest Roman   |
| 種馬 希望之城 2005年（栗色）                                   | Eminent City 1998年（棗色） | Hepburn City       | Compal City     |
| 繁殖雌馬 Bianco 2000年（棗色）                                 | 警告 1985年（棗色）         | Known Fact         | In Reality      |
| 繁殖雌馬 Bianco 2000年（棗色）                                 | 警告 1985年（棗色）         | Known Fact         | Tamerett        |
| 繁殖雌馬 Bianco 2000年（棗色）                                 | 警告 1985年（棗色）         | Slightly Dangerous | 雷弼圖          |
| 繁殖雌馬 Bianco 2000年（棗色）                                 | 警告 1985年（棗色）         | Slightly Dangerous | Where You Lead  |
| 繁殖雌馬 Bianco 2000年（棗色）                                 | Pradesh 1994年（栗色）      | Generous           | Caerleon        |
| 繁殖雌馬 Bianco 2000年（棗色）                                 | Pradesh 1994年（栗色）      | Generous           | Doof the Derby  |
| 繁殖雌馬 Bianco 2000年（棗色）                                 | Pradesh 1994年（栗色）      | Bareilly           | 利法爾          |
| 繁殖雌馬 Bianco 2000年（棗色）                                 | Pradesh 1994年（栗色）      | Bareilly           | Barger          |
| 雌系：Margarethen系（號族：4-n）                               |                             |                    |                 |
| 五代內近親交配：雷弼圖 4×4、Hail to Reason 5×5×5、北地舞人 5×5 |                             |                    |                 |

## 命名由來
名字Igniter（イグナイター）意思為點火裝置，出自成長時期牧場職員對該駒脾氣較為暴烈的評價，香港則取其意思，翻譯為「點火神器」。

## 外部連結
- 點火神器 neikeiba.com （页面存档备份，存于）
- 血統表 （页面存档备份，存于）